# Strada statale 19 dir delle Calabrie
La strada statale 19 dir delle Calabrie è un'ex strada statale italiana.

## Storia
La strada statale 19 dir venne istituita nel 1928 con il seguente percorso: "Tiriolo - Stazione di Marcellinara - Innesto con la n. 18".
Nel 1953 la strada venne prolungata oltre il termine originario (il cosiddetto bivio Calderaro) inglobando una tratta fino ad allora appartenuta alla SS 18 fino all'innesto nel nuovo tracciato della stessa strada posto nei pressi della stazione di Francavilla Angitola.
In seguito al decreto legislativo n. 112 del 1998, dal 2002 l'arteria è stata declassata e le competenze sono state devolute alla Provincia di Catanzaro e Vibo Valentia.

## Percorso
Il tracciato è lungo 41,730 km e si snodava attraverso le province di Catanzaro e Vibo Valentia, collegando la strada statale 19 delle Calabrie con la strada statale 18 Tirrena Inferiore.